# Mio caro dottor Gräsler
Pour plus de détails, voir Fiche technique et Distribution.
Mio caro dottor Gräsler est un film italien réalisé par Roberto Faenza, sorti en 1990.

## Synopsis
Avant la Première Guerre mondiale, le docteur Emil Gräsler ne sait pas avec quelle femme il veut se marier.

## Fiche technique
- Titre : Mio caro dottor Gräsler
- Réalisation : Roberto Faenza
- Scénario : Ennio De Concini, Roberto Faenza et Hugh Fleetwood d'après le roman Dr. Gräsler, Badearzt d'Arthur Schnitzler
- Musique : Ennio Morricone
- Photographie : Giuseppe Rotunno
- Montage : Claudio M. Cutry
- Production : Mario Orfini
- Société de production : Eidoscope International, Mediapark Budapest et Reteitalia
- Pays :  Italie et  Hongrie
- Genre : Drame
- Durée : 105 minutes
- Dates de sortie : 
  -  Italie : 30 mars 1990

## Distribution
- Keith Carradine : le docteur Emil Gräsler
- Miranda Richardson : Frederica / la veuve
- Kristin Scott Thomas : Sabine
- Sarah-Jane Fenton : Katerina
- Mari Törőcsik : Mme. von Schleheim
- Mario Adorf : L'ami de Gräsler
- Max von Sydow : Von Schleheim
- Elizabeth Cozzolina

## Distinctions
Lors de la 35e cérémonie des David di Donatello, le film reçoit 5 nominations et remporte le David di Donatello du meilleur directeur de la photographie.